# Ballon d'or Dream Team
Ballon d'Or Dream Team  est le meilleur onze de l'histoire du football selon les jurés du Ballon d'or.
Pour remplacer l'édition 2020 du Ballon d'or, annulée par manque de conditions équitables suffisantes causée par la pandémie de Covid-19,, le magazine France Football a décidé d'élire le meilleur onze de l'histoire (depuis les années 1950), poste par poste.

## Nommés
Le Brésil est le pays avec le plus grand nombre de joueurs nommés (20 athlètes), devant l'Italie (15), l'Allemagne (13), les Pays-Bas (12), l'Espagne (8), l'Angleterre et la France (7), l'Argentine (4).

### Gardiens

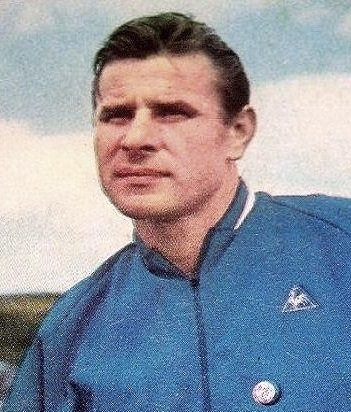
Lev Yachine en 1966.

Les gardiens sont dévoilés par France Football le 6 octobre 2020.
| Pays | Joueur            | Période d'activité | Meilleur classement au Ballon d'or |
| ---- | ----------------- | ------------------ | ---------------------------------- |
|      | Lev Yachine       | 1950-1970          | Vainqueur (1963)                   |
|      | Gordon Banks      | 1955-1978          | 7e (1972)                          |
|      | Dino Zoff         | 1961-1983          | 2e (1973)                          |
|      | Sepp Maier        | 1962-1979          | 5e (1975)                          |
|      | Thomas Nkono      | 1974-1997          | Non-Inscrit                        |
|      | Peter Schmeichel  | 1981-2003          | 5e (1992)                          |
|      | Edwin van der Sar | 1991-2011          | 24e (2008)                         |
|      | Gianluigi Buffon  | 1995-2023          | 2e (2006)                          |
|      | Iker Casillas     | 1999-2019          | 4e (2008)                          |
|      | Manuel Neuer      | 2005-              | 3e (2014)                          |

### Défenseurs
Les défenseurs sont dévoilés par France Football le 6 octobre 2020,,.

#### Gauches

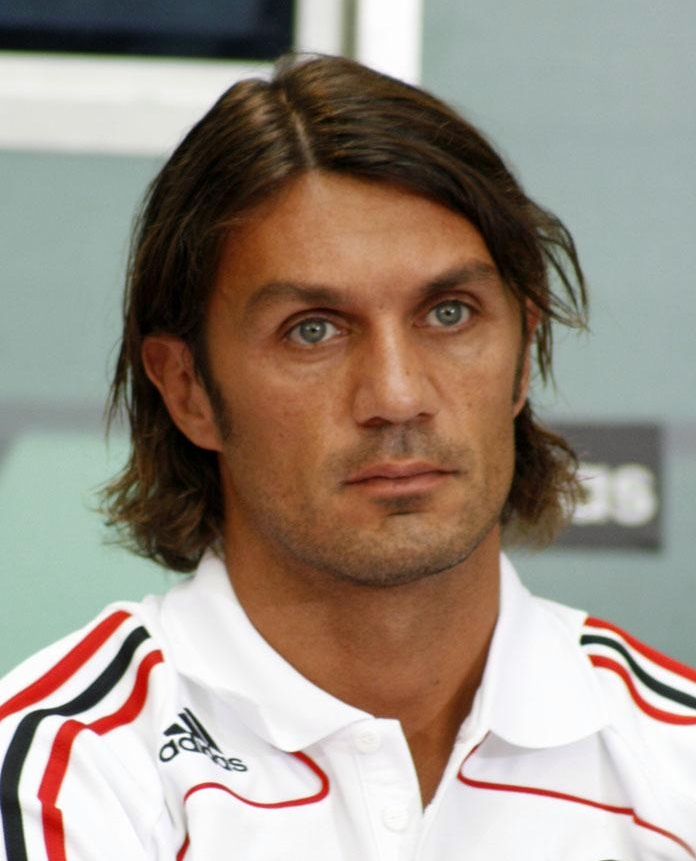
Paolo Maldini en 2008.

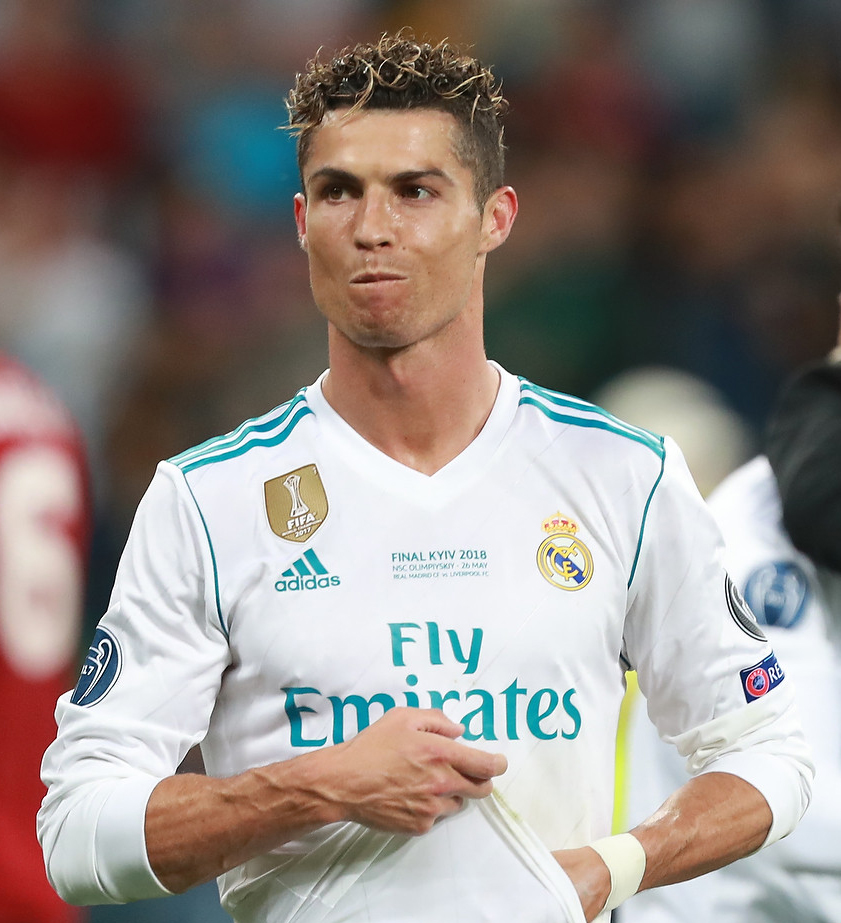
Cristiano Ronaldo avec le Real Madrid lors de la finale de la Ligue des champions 2018.

| Pays | Joueur             | Période d'activité | Meilleur classement au Ballon d'or |
| ---- | ------------------ | ------------------ | ---------------------------------- |
|      | Nílton Santos      | 1948-1964          | Non-Inscrit                        |
|      | Giacinto Facchetti | 1961-1978          | 2e (1965)                          |
|      | Ruud Krol          | 1968-1986          | 3e (1979)                          |
|      | Paul Breitner      | 1970-1983          | 2e (1981)                          |
|      | Júnior             | 1974-1993          | Non-Inscrit                        |
|      | Antonio Cabrini    | 1975-1991          | 13e (1978)                         |
|      | Andreas Brehme     | 1980-1998          | 3e (1990)                          |
|      | Paolo Maldini      | 1985-2009          | 3e (1994 et 2003)                  |
|      | Roberto Carlos     | 1991-2015          | 2e (2002)                          |
|      | Marcelo            | 2005-2024          | 16e (2017)                         |

#### Centraux

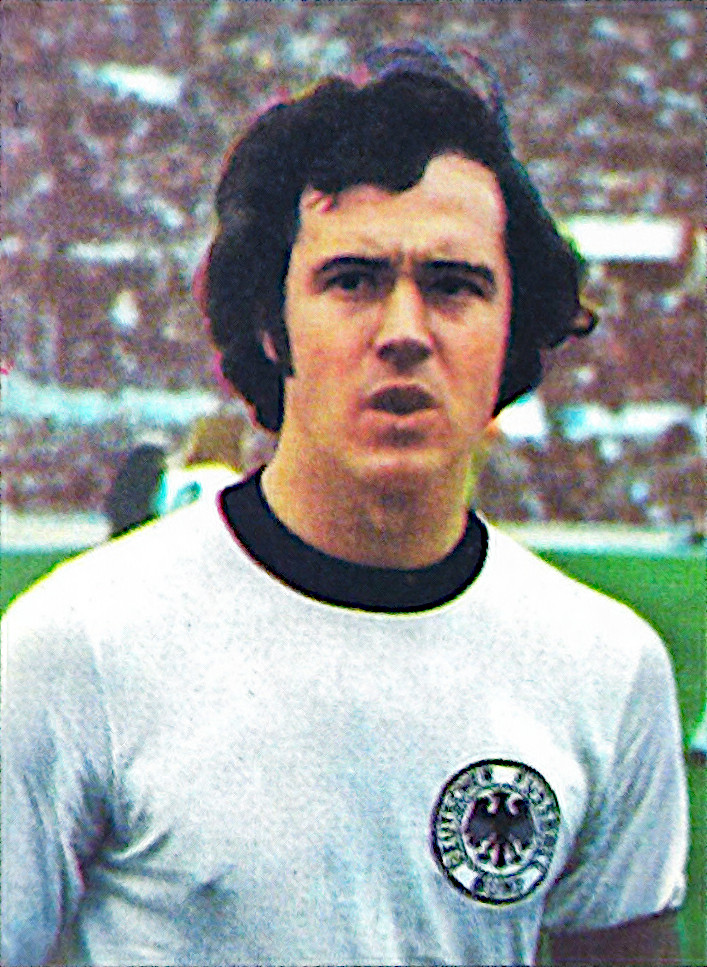
Franz Beckenbauer en 1975.

| Pays | Joueur            | Période d'activité | Meilleur classement au Ballon d'or |
| ---- | ----------------- | ------------------ | ---------------------------------- |
|      | Bobby Moore       | 1958-1978          | 2e (1970)                          |
|      | Franz Beckenbauer | 1964-1983          | Vainqueur (1972 et 1976)           |
|      | Gaetano Scirea    | 1972-1988          | 12e (1982)                         |
|      | Daniel Passarella | 1974-1989          | Non-Inscrit                        |
|      | Franco Baresi     | 1978-1997          | 2e (1989)                          |
|      | Ronald Koeman     | 1980-1997          | 5e (1988)                          |
|      | Matthias Sammer   | 1985-1998          | Vainqueur (1996)                   |
|      | Marcel Desailly   | 1986-2005          | 8e (1996)                          |
|      | Fabio Cannavaro   | 1992-2011          | Vainqueur (2006)                   |
|      | Sergio Ramos      | 2004-              | 6e (2017)                          |

#### Droits

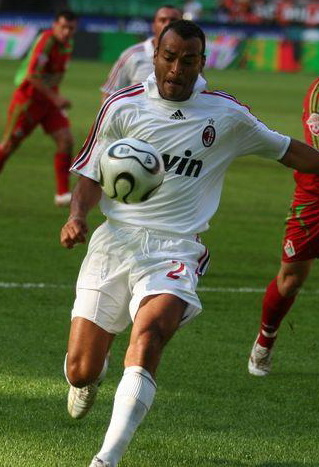
Cafu avec le maillot de l'AC Milan en 2007.

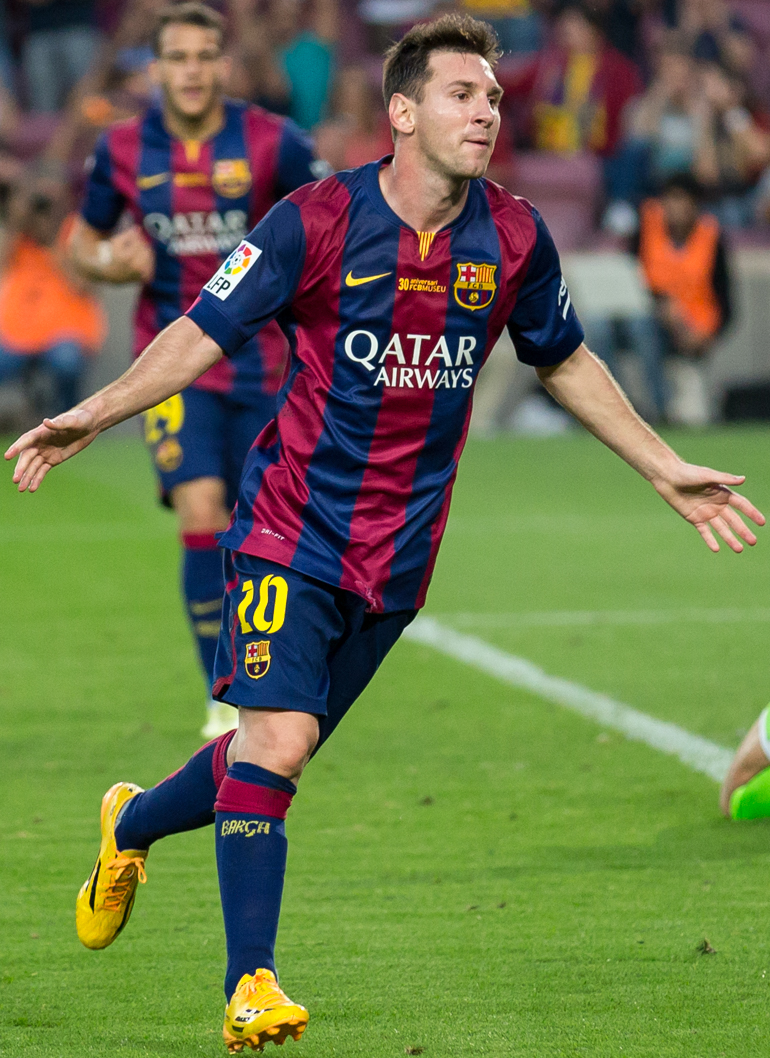
Lionel Messi célébrant un but avec le FC Barcelone en 2014.

| Pays | Joueur           | Période d'activité | Meilleur classement au Ballon d'or |
| ---- | ---------------- | ------------------ | ---------------------------------- |
|      | Djalma Santos    | 1948-1970          | Non-Inscrit                        |
|      | Carlos Alberto   | 1963-1981          | Non-Inscrit                        |
|      | Wim Suurbier     | 1964-1982          |                                    |
|      | Berti Vogts      | 1965-1979          | 4e (1975)                          |
|      | Manfred Kaltz    | 1971-1990          |                                    |
|      | Claudio Gentile  | 1972-1988          |                                    |
|      | Giuseppe Bergomi | 1980-1999          |                                    |
|      | Cafu             | 1989-2008          | 15e (2002)                         |
|      | Lilian Thuram    | 1990-2008          | 7e (1998)                          |
|      | Philipp Lahm     | 2002-2017          | 6e (2014)                          |

### Milieux
Les milieux sont dévoilés par France Football le 12 octobre 2020,.

#### Milieux défensifs

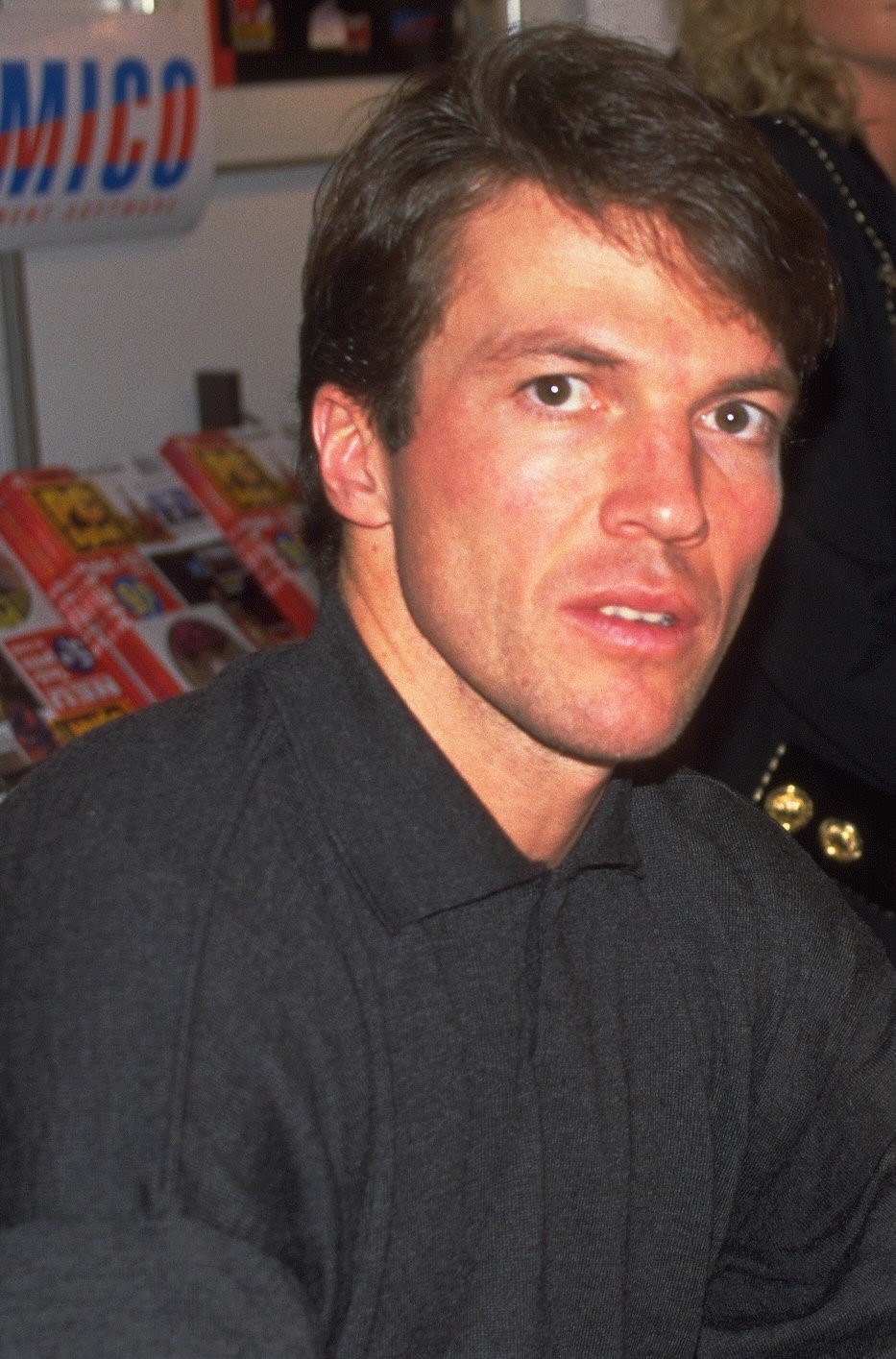
Lothar Matthäus en 1995.

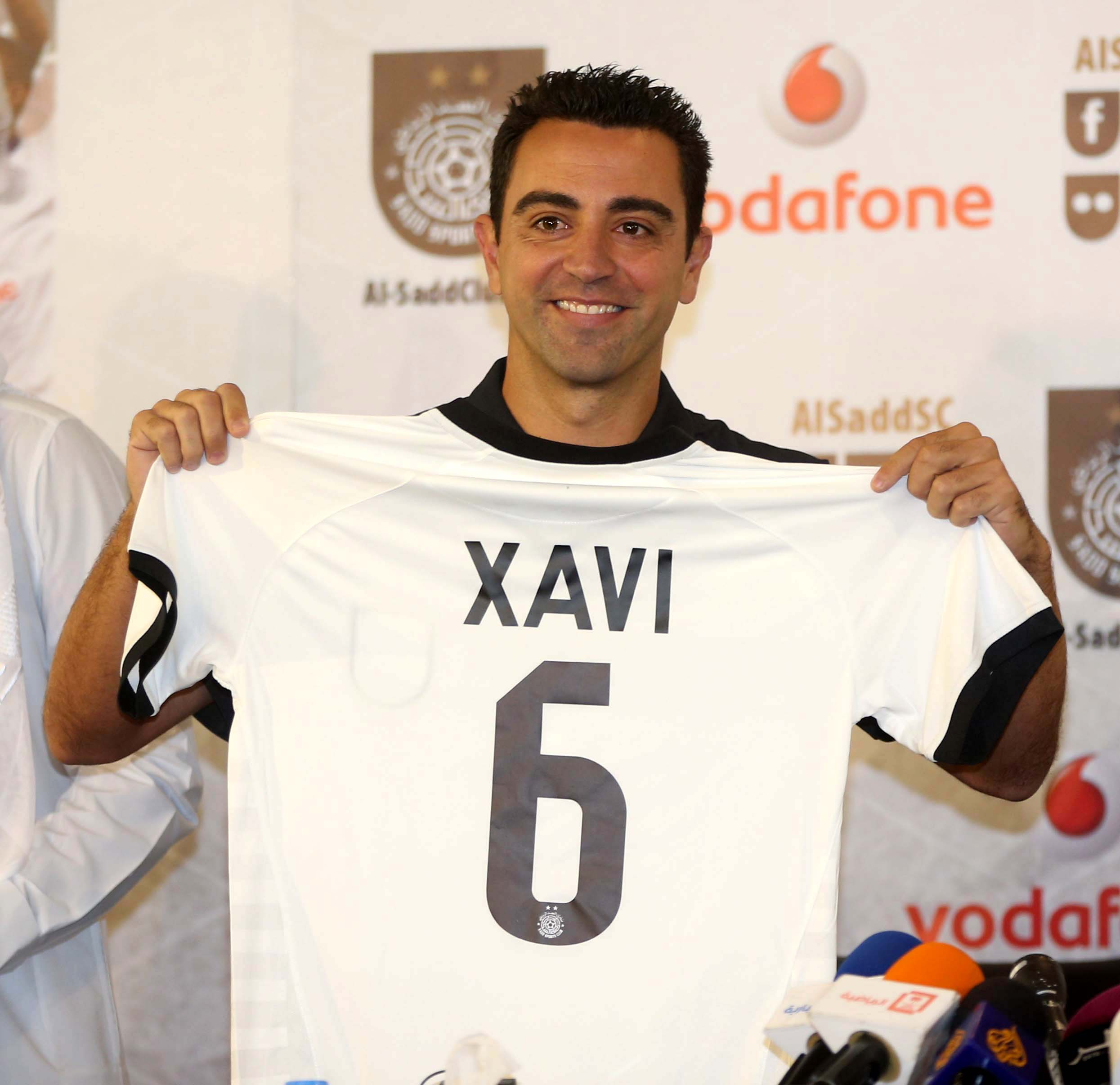
Xavi en 2015.

| Pays | Joueur           | Période d'activité | Meilleur classement au Ballon d'or |
| ---- | ---------------- | ------------------ | ---------------------------------- |
|      | József Bozsik    | 1943-1962          | 6e (1956)                          |
|      | Didi             | 1946-1967          | Non-Inscrit                        |
|      | Josef Masopust   | 1950-1970          | Vainqueur (1962)                   |
|      | Luis Suárez      | 1951-1973          | Vainqueur (1960)                   |
|      | Gérson           | 1959-1974          | Non-Inscrit                        |
|      | Johan Neeskens   | 1968-1991          | 5e (1974)                          |
|      | Marco Tardelli   | 1972-1988          | 15e (1982)                         |
|      | Falcão           | 1973-1986          | Non-Inscrit                        |
|      | Jean Tigana      | 1975-1991          | 2e (1984)                          |
|      | Bernd Schuster   | 1978-1997          | 2e (1980)                          |
|      | Lothar Matthäus  | 1979-2000          | Vainqueur (1990)                   |
|      | Frank Rijkaard   | 1980-1995          | 3e (1988 et 1989)                  |
|      | Fernando Redondo | 1985-2004          | 18e (2000)                         |
|      | Pep Guardiola    | 1988-2006          | 24e (1994)                         |
|      | Clarence Seedorf | 1992-2014          | 17e (1997)                         |
|      | Andrea Pirlo     | 1995-2017          | 5e (2007)                          |
|      | Xavi             | 1997-2019          | 3e (2009, 2010 et 2011)            |
|      | Steven Gerrard   | 1998-2016          | 3e (2005)                          |
|      | Xabi Alonso      | 2000-2017          | 10e (2010)                         |
|      | Sergio Busquets  | 2007-              | 20e (2012)                         |

#### Milieux offensifs

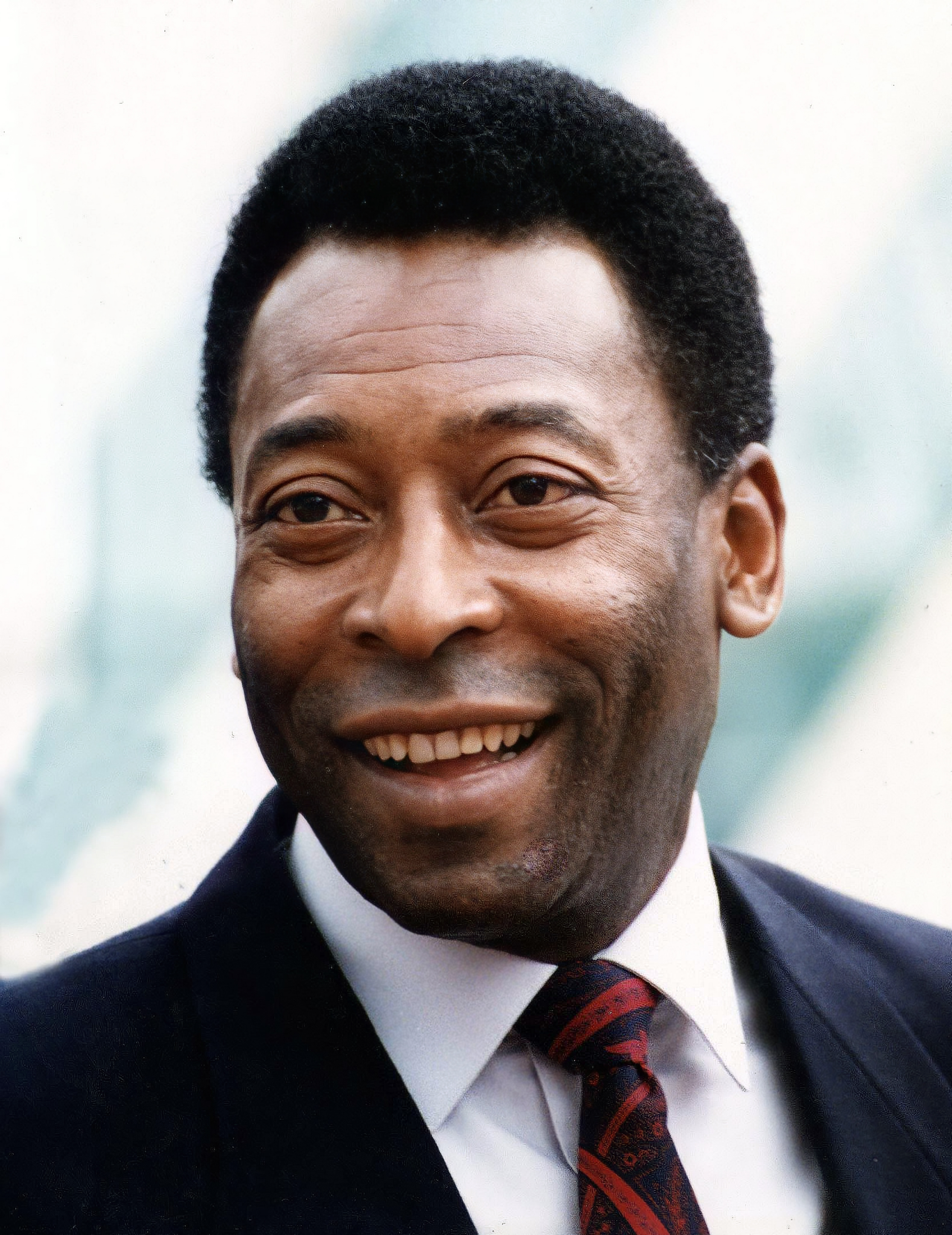
Pelé en 1995.

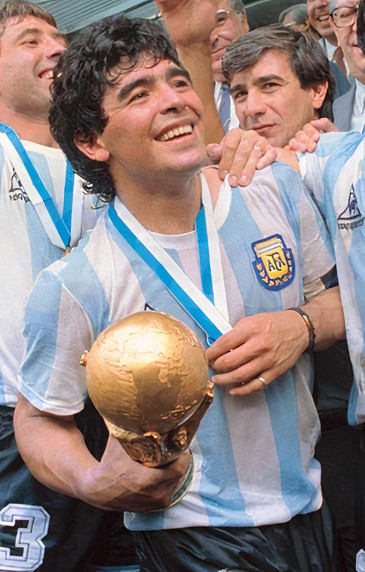
Diego Maradona en 1986.

| Pays | Joueur                  | Période d'activité | Meilleur classement au Ballon d'or |
| ---- | ----------------------- | ------------------ | ---------------------------------- |
|      | Ferenc Puskás           | 1943-1966          | 2e (1960)                          |
|      | Juan Alberto Schiaffino | 1945-1962          | Non-Inscrit                        |
|      | László Kubala           | 1945-1967          | 5e (1957)                          |
|      | Alfredo Di Stéfano      | 1945-1966          | Vainqueur (1957 et 1959)           |
|      | Raymond Kopa            | 1949-1968          | Vainqueur (1958)                   |
|      | Bobby Charlton          | 1956-1976          | Vainqueur (1966)                   |
|      | Pelé                    | 1957-1977          | Non-Inscrit                        |
|      | Gianni Rivera           | 1959-1979          | Vainqueur (1969)                   |
|      | Sandro Mazzola          | 1961-1977          | 2e (1971)                          |
|      | Zico                    | 1971-1994          | Non-Inscrit                        |
|      | Michel Platini          | 1973-1987          | Vainqueur (1983, 1984 et 1985)     |
|      | Sócrates                | 1974-1989          | Non-Inscrit                        |
|      | Diego Maradona          | 1976-1997          | Non-Inscrit                        |
|      | Ruud Gullit             | 1979-1998          | Vainqueur (1987)                   |
|      | Enzo Francescoli        | 1980-1997          | Non-Inscrit                        |
|      | Gheorghe Hagi           | 1982-2001          | 4e (1994)                          |
|      | Roberto Baggio          | 1983-2004          | Vainqueur (1993)                   |
|      | Zinédine Zidane         | 1989-2006          | Vainqueur (1998)                   |
|      | Francesco Totti         | 1993-2017          | 5e (2001)                          |
|      | Andrés Iniesta          | 2002-2023          | 2e (2010)                          |

### Attaquants
Les attaquants sont dévoilés par France Football le 19 octobre 2020,,.

#### Gauches
| Pays | Joueur                | Période d'activité | Meilleur classement au Ballon d'or         |
| ---- | --------------------- | ------------------ | ------------------------------------------ |
|      | Dragan Džajić         | 1962-1978          | 3e (1968)                                  |
|      | Rivelino              | 1965-1981          | Non-Inscrit                                |
|      | Oleg Blokhine         | 1969-1990          | Vainqueur (1975)                           |
|      | Karl-Heinz Rummenigge | 1974-1989          | Vainqueur (1980 et 1981)                   |
|      | Hristo Stoitchkov     | 1982-2003          | Vainqueur (1994)                           |
|      | Rivaldo               | 1989-2015          | Vainqueur (1999)                           |
|      | Ryan Giggs            | 1991-2014          | 9e (1993)                                  |
|      | Thierry Henry         | 1994-2014          | 2e (2003)                                  |
|      | Ronaldinho            | 1998-2015          | Vainqueur (2005)                           |
|      | Cristiano Ronaldo     | 2002-              | Vainqueur (2008, 2013, 2014, 2016 et 2017) |

#### Avants-centres

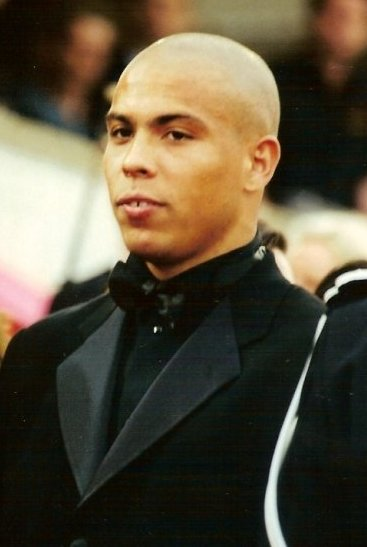
Ronaldo en 1999.

| Pays | Joueur           | Période d'activité | Meilleur classement au Ballon d'or |
| ---- | ---------------- | ------------------ | ---------------------------------- |
|      | Sándor Kocsis    | 1946-1966          | 8e (1956)                          |
|      | Eusébio          | 1957-1978          | Vainqueur (1965)                   |
|      | Gerd Müller      | 1963-1982          | Vainqueur (1970)                   |
|      | Johan Cruyff     | 1964-1984          | Vainqueur (1971, 1973 et 1974)     |
|      | Kenny Dalglish   | 1969-1990          | 2e (1983)                          |
|      | Marco van Basten | 1981-1995          | Vainqueur (1988, 1989 et 1992)     |
|      | Romário          | 1985-2009          | Non-Inscrit                        |
|      | Dennis Bergkamp  | 1986-2006          | 2e (1993)                          |
|      | George Weah      | 1987-2001          | Vainqueur (1995)                   |
|      | Ronaldo          | 1993-2011          | Vainqueur (1997 et 2002)           |

#### Droits
| Pays | Joueur           | Période d'activité | Meilleur classement au Ballon d'or                           |
| ---- | ---------------- | ------------------ | ------------------------------------------------------------ |
|      | Stanley Matthews | 1932-1965          | Vainqueur (1956)                                             |
|      | Garrincha        | 1962-1983          | Non-Inscrit                                                  |
|      | Jairzinho        | 1962-1983          | Non-Inscrit                                                  |
|      | George Best      | 1963-1984          | Vainqueur (1968)                                             |
|      | Kevin Keegan     | 1968-1984          | Vainqueur (1978 et 1979)                                     |
|      | Luis Figo        | 1990-2009          | Vainqueur (2000)                                             |
|      | David Beckham    | 1992-2013          | 2e (1999)                                                    |
|      | Samuel Eto'o     | 1997-2019          | 5e (2009)                                                    |
|      | Arjen Robben     | 2000-              | 4e (2014)                                                    |
|      | Lionel Messi     | 2003-              | Vainqueur (2009, 2010, 2011, 2012, 2015, 2019, 2021 et 2023) |

## Équipes

### Première équipe
| \| Poste \| Pays \| Joueurs \| \| ----------------- \| ---- \| ----------------- \| \| Gardien \| \| Lev Yachine \| \| Défenseur gauche \| \| Paolo Maldini \| \| Défenseur central \| \| Franz Beckenbauer \| \| Défenseur droit \| \| Cafu \| \| Milieu défensif \| \| Lothar Matthäus \| \| Milieu défensif \| \| Xavi \| \| Milieu offensif \| \| Pelé \| \| Milieu offensif \| \| Diego Maradona \| \| Attaquant gauche \| \| Cristiano Ronaldo \| \| Avant-centre \| \| Ronaldo \| \| Attaquant droit \| \| Lionel Messi \| | Yachine Maldini Beckenbauer Cafu Matthäus Xavi Pelé Maradona Ronaldo Messi C. Ronaldo |                   |
| Poste | Pays                                                                                  | Joueurs           |
| Gardien |                                                                                       | Lev Yachine       |
| Défenseur gauche |                                                                                       | Paolo Maldini     |
| Défenseur central |                                                                                       | Franz Beckenbauer |
| Défenseur droit |                                                                                       | Cafu              |
| Milieu défensif |                                                                                       | Lothar Matthäus   |
| Milieu défensif |                                                                                       | Xavi              |
| Milieu offensif |                                                                                       | Pelé              |
| Milieu offensif |                                                                                       | Diego Maradona    |
| Attaquant gauche |                                                                                       | Cristiano Ronaldo |
| Avant-centre |                                                                                       | Ronaldo           |
| Attaquant droit |                                                                                       | Lionel Messi      |

### Deuxième équipe
| \| Poste \| Pays \| Joueurs \| \| ----------------- \| ---- \| ------------------ \| \| Gardien \| \| Gianluigi Buffon \| \| Défenseur gauche \| \| Roberto Carlos \| \| Défenseur central \| \| Franco Baresi \| \| Défenseur droit \| \| Carlos Alberto \| \| Milieu défensif \| \| Frank Rijkaard \| \| Milieu défensif \| \| Andrea Pirlo \| \| Milieu offensif \| \| Alfredo Di Stéfano \| \| Milieu offensif \| \| Zinédine Zidane \| \| Attaquant gauche \| \| Ronaldinho \| \| Avant-centre \| \| Johan Cruyff \| \| Attaquant droit \| \| Garrincha \| | Buffon Carlos Baresi Alberto Rijkaard Pirlo Di Stéfano Zidane Cruyff Garrincha Ronaldinho |                    |
| Poste | Pays                                                                                      | Joueurs            |
| Gardien |                                                                                           | Gianluigi Buffon   |
| Défenseur gauche |                                                                                           | Roberto Carlos     |
| Défenseur central |                                                                                           | Franco Baresi      |
| Défenseur droit |                                                                                           | Carlos Alberto     |
| Milieu défensif |                                                                                           | Frank Rijkaard     |
| Milieu défensif |                                                                                           | Andrea Pirlo       |
| Milieu offensif |                                                                                           | Alfredo Di Stéfano |
| Milieu offensif |                                                                                           | Zinédine Zidane    |
| Attaquant gauche |                                                                                           | Ronaldinho         |
| Avant-centre |                                                                                           | Johan Cruyff       |
| Attaquant droit |                                                                                           | Garrincha          |

### Troisième équipe
| \| Poste \| Pays \| Joueurs \| \| ----------------- \| ---- \| ---------------- \| \| Gardien \| \| Manuel Neuer \| \| Défenseur gauche \| \| Paul Breitner \| \| Défenseur central \| \| Sergio Ramos \| \| Défenseur droit \| \| Philipp Lahm \| \| Milieu défensif \| \| Didi \| \| Milieu défensif \| \| Johan Neeskens \| \| Milieu offensif \| \| Andrés Iniesta \| \| Milieu offensif \| \| Michel Platini \| \| Attaquant gauche \| \| Thierry Henry \| \| Avant-centre \| \| Marco van Basten \| \| Attaquant droit \| \| George Best \| | Neuer Breitner Ramos Lahm Didi Neeskens Iniesta Platini Van Basten Best Henry |                  |
| Poste | Pays                                                                          | Joueurs          |
| Gardien |                                                                               | Manuel Neuer     |
| Défenseur gauche |                                                                               | Paul Breitner    |
| Défenseur central |                                                                               | Sergio Ramos     |
| Défenseur droit |                                                                               | Philipp Lahm     |
| Milieu défensif |                                                                               | Didi             |
| Milieu défensif |                                                                               | Johan Neeskens   |
| Milieu offensif |                                                                               | Andrés Iniesta   |
| Milieu offensif |                                                                               | Michel Platini   |
| Attaquant gauche |                                                                               | Thierry Henry    |
| Avant-centre |                                                                               | Marco van Basten |
| Attaquant droit |                                                                               | George Best      |

### Onze de légende des internautes
Durant les derniers mois de l'année 2020, 140 425 internautes ont voté sur les sites internet du magazine France football et du journal L'Équipe pour élire leur onze de légende. Ces deux médias étant français, c'est en très grande majorité des francophones qui ont participé à cette consultation.
| Poste             | Pays | Joueurs           |
| ----------------- | ---- | ----------------- |
| Gardien           |      | Gianluigi Buffon  |
| Défenseur gauche  |      | Paolo Maldini     |
| Défenseur central |      | Franz Beckenbauer |
| Défenseur droit   |      | Cafu              |
| Milieu défensif   |      | Xavi              |
| Milieu défensif   |      | Andrea Pirlo      |
| Milieu offensif   |      | Diego Maradona    |
| Milieu offensif   |      | Zinédine Zidane   |
| Attaquant gauche  |      | Cristiano Ronaldo |
| Avant-centre      |      | Ronaldo           |
| Attaquant droit   |      | Lionel Messi      |